# Ludwig II. (Ziegenhain)
Ludwig II. von Ziegenhain († nach 1289) aus dem Geschlecht der Grafen von Ziegenhain war von 1258 bis zu seinem Tod Graf von Ziegenhain und Nidda zu Nidda.

## Herkunft
Ludwig war der einzige Sohn des Grafen Gottfried IV. (* 1189; † 1257/58) von Ziegenhain und Nidda zu Nidda und dessen Frau Lukardis (Luitgard) von Dürn († nach 1271).
Gottfried IV. hatte die beiden von seinem Vater Ludwig I. ererbten Grafschaften Ziegenhain und Nidda nominell gemeinsam mit seinem jüngeren Bruder Berthold I. regiert, und die beiden hatten gemeinsam beurkundet und gesiegelt. De facto hatten sie sich die Herrschaft jedoch geteilt, indem Gottfried in der Grafschaft Nidda und Berthold in der Grafschaft Ziegenhain verblieb.

## Graf von Nidda

### Teilung der Grafschaften Nidda und Ziegenhain
Als Ludwig auf seinen Vater folgte, blieb es zwischen ihm und seinem Onkel Berthold bei dieser Regelung, aber mit Bertholds Tod im Jahre 1258 endete auch die bisherige Harmonie zwischen den beiden Zweigen der Familie. Da jede Seite auch innerhalb des Territoriums der anderen vielfachen Streubesitz hatte, brach nach dem Amtsantritt von Bertholds Sohn Gottfried V. nahezu sofort Streit aus. Noch im selben Jahr kam es zur formellen Teilung der beiden Grafschaften und einem Gebietsaustausch, vermittelt durch Erzbischof Gerhard I. von Mainz, Bischof Simon I. von Paderborn und Abt Heinrich IV. von Fulda, der zu dieser Zeit auch Abt von Hersfeld und damit Lehnsherr der Ziegenhainer für Teile beider Grafschaften war. Ludwig erhielt die Grafschaft Nidda und das Amt Neustadt, gab die Vogtei in Gemünden an der Straße ab im Tausch für das Gericht zu Rodheim und Widdersheim, und musste seine Ansprüche auf Staufenberg, Rauschenberg, Treysa, Burg-Gemünden, Schlitz und Lißberg aufgeben. Es sollte Gottfried V. freistehen, die Vogtei des Klosters Fulda über Gottfried IV. an Ludwig II. gekommen war, mit 175 Mark Silber von Ludwig zu lösen. Gottfried durfte in Nidda und Ludwig in Ziegenhain bauen, doch keiner dem anderen zum Schaden.
In der Folge handelten und siegelten die beiden zwar noch häufig gemeinsam, insbesondere bei Schenkungen und Verkäufen von Gütern und Einkünften an das Kloster Haina und an die Johanniter in Nidda, aber die Trennung der beiden Grafschaften vertiefte sich recht schnell, zumal es auch weiterhin Ärger um Besitz der Niddaer Linie im Bereich der Grafschaft Ziegenhain gab.

### Thüringisch-hessischer Erbfolgekrieg
Das Auseinanderdriften zeigte sich auch im Thüringisch-hessischen Erbfolgekrieg. Um angesichts der Herrschaftsansprüche von Sophie von Brabant und ihrem Sohn, dem 1247 zum Landgrafen von Hessen ausgerufenen Heinrich I., seine Unabhängigkeit zu bewahren, stellte sich Ludwig auf die Seite des Erzbistums Mainz, während Berthold I. und nach ihm Gottfried V. dem Druck des Landgrafen stärker ausgesetzt waren und daher eine risikoreiche Schaukelpolitik verfolgen mussten. Nidda und Ziegenhain fanden sich daher mehrfach auf verschiedenen Seiten in diesem langen Konflikt. In Neustadt baute Ludwig um 1270 eine Burg zur Absicherung gegen das hessische Marburg; diese wurde jedoch schon im Jahre 1273 von Truppen des Landgrafen erobert, der im gleichen Jahre auch Gottfrieds V. Burgen in Staufenberg und Burg-Gemünden (Gemünden an der Straße) erobern und zerstören ließ. Auch im Jahre 1288 befand sich Ludwig im mainzischen Lager, als er dem Erzbischof Heinrich II. von Isny 350 Mark lieh.

### Langsamer Besitzverlust
In den Anfangsjahren seiner Herrschaft war Ludwig nicht nur darauf bedacht, sondern auch noch finanziell in der Lage, seinen Besitz abzurunden. So kaufte er noch im Jahre 1259 vom Rheingrafen Werner II. vom Stein († 1268) und dessen Sohn Siegfried I. († um 1303) deren Teil der Burg Nidda. Aber schon bald danach begann ein allmählicher Besitzverlust. 1263 musste er zugunsten des Bistums Speyer auf seine Rechte an der Burg Hornberg bei Neckarzimmern verzichten, die er über seine Mutter ererbt hatte. Zahlreiche Schenkungen und Verkäufe an das Kloster Haina minderten im Laufe der Jahre die Einkünfte des Grafen. Wohl aus Geldnot verkaufte er den Johannitern zu Nidda zwischen 1264 und 1286 erheblichen Besitz in der Stadt und der Grafschaft, so z. B. im Jahre 1268 das Gut Brungesroda (Ruppelshof), im Jahre 1278 die Dörfer Nieder-Loisa (Unter-Lais) und Igelhausen, und 1284 den Wald im Herlesberg. Ebenfalls aus Geldnot verkaufte er im Jahre 1274 das kleine Dorf Münchhausen bei Stadtallendorf an den Deutschen Orden in Marburg und verpfändete 1279 die Vogtei des Klosters Fulda für 400 Mark an den Abt des Klosters, Bertho IV. von Bimbach.

## Ehe und Nachkommen
Aus Ludwigs Ehe mit Sophie von der Mark entstammten drei namentlich bekannte Kinder:
- Engelbert I. (1289 bezeugt; † 1329), Graf von Nidda; ⚭ 1286 Heilwig von Isenburg
- Gottfried († wohl 1313), Domherr in Mainz[5]
- Elisabeth/Elsa, ⚭ vor 17. September 1299 Philipp IV. von Falkenstein-Münzenberg